# L'Apprenti sorcier (film, 2010)
Pour les articles homonymes, voir L'Apprenti sorcier.
Pour plus de détails, voir Fiche technique et Distribution.
L'Apprenti sorcier (The Sorcerer's Apprentice) est un film américain réalisé par Jon Turteltaub, sorti en 2010. Il s'agit d'une adaptation cinématographique du poème du même nom de Johann Wolfgang von Goethe.
Le film suit Dave, un garçon de 10 ans, qui entre dans une boutique qui semble un bric-à-brac d'antiquités, et qui est en fait le repaire de Balthazar Blake. Celui-ci va éprouver Dave et découvrir qu'il est l'élu. Mais un incident libère Horvath, qui combat Blake. Les deux sorciers sont finalement piégés ensemble dans un vase magique, pour dix ans. Dave (Jay Baruchel) devient ensuite un étudiant en physique à l'université de New York. Il doit faire face à son destin : Horvath, enfin libéré, veut le tuer et libérer Morgane. Balthazar revient alors également dans sa vie et le forme à la sorcellerie pour le préparer à faire face au défi qui l'attend.

## Synopsis
En l’an 740 en Grande-Bretagne à l'époque arthurienne. Merlin enseigne la magie à ses trois apprentis : Balthazar Blake, Maxim Horvath et Veronica Gorloisen. Un jour, l'ennemi juré de Merlin, Morgane le Fay envahit le château du mage afin de s’emparer du sort du Grand Lever lui permettant de former une armée de morts pour asservir l’humanité. Elle tue Merlin grâce à Horvath qui, jaloux de la relation entre Balthazar et Veronica, trahit son maître et choisit le camp de Morgane. Veronica utilise un sort qui emprisonne l'âme de Morgane dans son corps afin de sauver Balthazar, quitte à mettre sa propre vie en danger. Pour le bien du monde, Balthazar enferme Veronica/Morgane dans une poupée de Gigogne. Avant de mourir, Merlin révèle à Balthazar que Morgane ne peut être vaincue que par le Premier Merlinien, un successeur direct de Merlin, qui sera désigné par la Bague du Dragon. Depuis ce jour, Balthazar traverse les siècles pour trouver le Merlinien, rencontrant des enfants à potentiel et leur faisant tester la bague, sans succès. Au fil du temps, il emprisonne dans la Gigogne tour à tour les Morganiens tentant de libérer Morgane, y compris Horvath, formant différentes couches supplémentaires à la Gigogne.
En 2000 à New York. Dave Stutler est un garçon de 10 ans qui part en excursion avec sa classe, dont Becky Blane, une jeune fille dont il est amoureux. Lorsqu'il lui passe une note pour savoir si elle veut être sa petite amie, un courant d’air emporte le papier et Dave tente de le récupérer jusqu’à une mystérieuse boutique d'antiquités, tenue par Balthazar. Le sorcier en profite pour lui faire essayer la Bague du Dragon et l’objet réagit en prenant la forme d’un anneau à la taille du doigt de Dave, prouvant qu’il est le Premier Merlinien. Lorsque Balthazar s’absente pour lui apporter son grimoire, Dave bouge son doigt et remarque quelque chose qui heurte le mur chaque fois qu'il bouge son doigt. La poupée Gigogne traverse le mur pour atterrir devant lui et Dave l’ouvre accidentellement, libérant Horvath, qui représentait la couche extérieure de la poupée. Avant que Horvath ne puisse tuer Dave, Balthazar revient et les deux sorciers s'affrontent pendant que Dave essaie de s’enfuir avec la poupée. Horvath tentera de l'en empêcher, mais Balthazar ouvre l'urne de Grimlock pour y emprisonner Horvath et lui-même dedans. Dave court dehors et jette la Gigogne dans la rue, retrouvant juste après son professeur et le reste de sa classe. Il panique et essaie de montrer à son responsable ce qu'il s’est passé dans le magasin, mais plus aucune trace d'une quelconque lutte. Un pot rempli d'eau s'étant cassé sur son pantalon lors de la bataille, les autres enfants se moquent tous de lui, pensant qu’il s’était laissé aller.
Une dizaine d'années plus tard, Dave est devenu un étudiant en physique à l'Université de New York avec son propre laboratoire dans un sous-sol privé. Lors d'un cours de physique, il retrouve Becky, mais elle se souvient à peine de lui. Elle travaille à la station de radio de l'université en tant que DJ. Dave la suit jusqu'à la station et propose son aide pour réparer les systèmes électriques hors-service à cause d’un éclair ayant touché l'antenne émettrice. Le travail fini, Becky lui est très reconnaissante.
Dans le même temps, le Grimlock dans lequel Balthazar et Horvath sont piégés s'ouvre et Horvath, le premier à en sortir, jette l'urne du haut d'un appartement pour la détruire, ainsi que Balthazar, toujours à l’intérieur. Ce dernier réussit cependant à en sortir avant l'impact.
Quand Dave rentre dans son appartement, il découvre Horvath qui lui réclame la Gigogne mais le jeune garçon lui explique qu’il l'a jetée dans la rue dix ans auparavant. Non content de la réponse, le mage passe à l'attaque. Dave s'enfuit et Horvath envoie une meute de loups créés par magie pour le poursuivre. Dave se retrouve dans une station de métro et tombe sur les voies. Avant que les loups ne l'attaquent, ils se transforment en chiots. Balthazar arrive sur le dos d’un aigle du Chrysler Building, à qui il a donné vie par magie, et récupère Dave tout en réussissant à échapper à Horvath.
Balthazar et Dave atterrissent sur le toit de Chrysler Building et Dave panique devant les retrouvailles, Balthazar le calme et lui explique la situation mais l'étudiant refuse de s’en mêler une fois de plus. Balthazar fait venir la commode de Dave, dans laquelle la Bague du Dragon était restée pendant dix ans, pour lui demander pourquoi il l'a gardée. Dave tente une vaine excuse, Balthazar lui propose alors de l’aider à trouver la Gigogne en échange de sa liberté par rapport à la Bague. Le sorcier utilise un enchantement pour localiser la Gigogne qui se trouve au centre-ville, à Chinatown. Horvath, quant à lui, utilise un sort qui montre ce qui s’est produit dix ans plus tôt et découvre que c’est une femme chinoise qui l'a récupérée. Balthazar récupère sa voiture et l’utilise pour aller chercher la Gigogne en premier. En chemin, Balthazar enseigne à Dave comment maîtriser le feu par magie à l'aide de sa Bague. Ils atteignent Chinatown en pleines festivités. Dave attend dehors pendant que Balthazar entre à l'intérieur. À l'étage, il rencontre la vieille femme chinoise mais il comprend vite qu’il s’agit de Horvath déguisé, qui a confondu le mandarin avec le cantonais. Malheureusement, Horvath avait déjà trouvé la Gigogne et a libéré l'un des Morganiens, Sun Lok, qui représentait la couche suivante de la poupée. La bataille commence mais se poursuit dans la rue, incluant Dave, et Sun-Lok transforme un des faux dragons festifs en un vrai dragon pour le poursuivre. Horvath et Balthazar se battent de leur côté. Balthazar prend le dessus, enlevant la poupée à son adversaire. Dave, lui, court jusqu'à une issue de secours alors que le dragon le poursuit. Le jeune homme réussit à utiliser le sort de feu pour vaincre le dragon et tue Sun-Lok au passage.
Dans la voiture, Balthazar propose à Dave de lui rendre la Bague selon leur accord mais Dave change d’avis et demande qu'il lui apprenne à pratiquer la magie. Les deux sorciers se réfugient dans le laboratoire souterrain de Dave, réarrangé pour les besoins des cours de magie, à l’abri d’Horvath. Balthazar donne à Dave le grimoire qui contient toute l'histoire de la sorcellerie, y compris les actes accomplis le jour même. Dave accepte d'assumer la responsabilité et ils commencent à s'entraîner. Pendant ce temps, Horvath va rendre visite à un Morganien vivant, un magicien célèbre nommée Drake Stone, choyé et peu instruit dans les arts sombres, à cause de la mort prématurée de son maître. Horvath le recrute pour mettre en place son plan visant a lancer les préparatifs pour la libération de Morgane, nécessitant les antennes paraboliques de la ville pour le Grand Lever.
Alors que Balthazar et Dave discutent devant la station de radio de Becky, le sorcier se méfie d'elle et explique à son apprenti que l'amour est une distraction alors que la sorcellerie nécessite de la concentration. Le jeune homme ignore ses conseils et décide d’aller la rejoindre à la station lorsqu'elle se fait voler le bracelet de sa grand-mère. Dave poursuit le voleur et utilise maladroitement sa magie pour l'assommer. Il revient avec ses affaires, ce qui l'impressionne. Il saisit alors sa chance pour l’inviter à son laboratoire afin de l'aider dans ses cours de physique. Elle accepte l’invitation avant de rejoindre son train.
À son laboratoire, Dave lui présente Balthazar comme son oncle alors qui essaie d’embarrasser son apprenti pour la faire partir. Dave montre ses bobines Tesla ainsi que ses projets scientifiques et lui fait écouter les sons que produisent l’électricité sur les bobines, ce qui impressionne la jeune femme lorsque les sons forment une des musiques diffusées la veille. Le lendemain, alors qu’il accompagne Becky à son cours de yoga, Dave croise Drake qui le défie aux toilettes. Horvath débarque alors et lui dit que Balthazar lui cache quelque chose, par rapport à son passé. Balthazar arrive soudainement, piège Horvath dans le miroir des toilettes et assomme Drake. De retour au laboratoire, Dave exige de savoir ce qu'entendait Horvath et Balthazar lui révèle toute l'histoire, y compris ce qui est arrivé à son grand amour Veronica et la promesse de Merlin : le Premier Merlinien sera si puissant qu'il n'aura plus besoin de la Bague pour faire de la magie.
Dave essaie de se préparer pour son rendez-vous et se prépare à nettoyer le laboratoire, mais en voyant le désordre, il décide d’utiliser la magie pour donner vie aux balais afin qu’ils nettoient le laboratoire rapidement et sans efforts. En sortant de la douche, il découvre tout le laboratoire presque inondé et il perd le contrôle de la situation devant chaque objet animé par la magie devenant fou. Lorsque Becky arrive, Dave se précipite pour lui demander de partir afin qu'elle ne découvre ni le chaos, ni la magie. Alors qu'il essaie de réparer sa bêtise, tous les objets d'entretien l’attaquent jusqu'à ce que Balthazar arrive pour stopper les dégâts, avant de reprocher à son apprenti d’avoir pris des raccourcis et abusé de l'art sacré de la magie. Dave, blessé dans son orgueil, décide de partir. Horvath obtient en parallèle les dossiers scolaires de Dave en manipulant une personne du bureau de l'université et il trouve le laboratoire privé de l'apprenti.
Dave voit Becky avec ses amis et se sent gêné car il pense qu’il n'a pas sa place avec eux et part. Becky le voit et le suit jusqu'au toit du Chrysler Building juste avant qu'il ne jette la Bague par dessus la rambarde. Elle lui dit qu’elle n’est pas fâchée à cause du rencard et qu'elle se soucie vraiment de lui. Plus tard, dans son laboratoire, Dave s'excuse auprès de Balthazar, or il s’agissait de Drake déguisé qui avait piégé le sorcier dans une grille. Horvath arrive aussi et découvre la poupée Gigogne. Balthazar se libère et essaie de les combattre, mais manque de mourir lorsque Dave arrive pour lui sauver la vie. Drake et Horvath se sont échappés avec ce qu'ils cherchaient et Dave et Balthazar se lancent dans une course poursuite dans New York dans divers véhicules pouvant changer de forme par magie. La poursuite se clôture par Horvath et Drake qui s'évadent en distrayant Balthazar avec une passante à qui Horvath a donné l’apparence de Veronica.
De retour au penthouse de Drake, Horvath utilise un sort pour voler le pouvoir et la force vitale de son acolyte et l'utilise pour libérer le prochain Morganien, une jeune sorcière de Salem connue sous le nom d'Abigail Williams. Cette Morganienne se rend à la station de radio de Becky et l'enlève. Dave et Balthazar arrivent à l'appartement de Drake, à la recherche d’Horvath qui a précédemment tué Abigail pour voler son pouvoir afin de libérer Morgane en brisant la dernière coquille de la Gigogne avec les catalyseurs des deux Morganiens. Balthazar et Dave se sont séparés, le sorcier se retrouve pris au piège dans un tapis mouvant, alors que Dave trouve la poupée presque trop facilement. Juste au moment où il retourne à la porte d'entrée, il tombe devant Horvath qui tient Becky à sa merci. Horvath exige à la fois la Bague et la Gigogne en échange de Becky. Dave cède au marché, laissant Horvath s'enfuir juste au moment où Balthazar parvient à se libérer. L'apprenti s'excuse, mais Balthazar compatit. Ce dernier se rend sur le balcon et s'envole sur son aigle géant en métal, au grand choc de Becky, qui découvre la magie. Dave lui propose son aide, mais Balthazar la refuse, puisqu'il est impuissant sans la Bague.
Dave essaie de mettre Becky en sécurité, mais elle refuse de l’abandonner. Dave élabore alors un plan utilisant ses bobines Tesla attachées à la voiture de Balthazar. Il trouve également une note avec un collier, disant à Dave de le donner à Veronica quand tout sera fini. Balthazar arrive au Central Park pour trouver Horvath achevant la libération de Veronica/Morgane de la Gigogne. Morgane est maintenant plus que prête à lancer le sortilège des morts pour bâtir une armée de morts-vivants afin de conquérir le monde. À bord de son véhicule, Dave voit que le sort a débuté. Il s’arrête et demande à Becky de grimper dans le bâtiment pour dévier une des antennes relais afin de perturber le sort. Avant qu'elle ne parte, Dave lui demande quelle case elle avait cochée sur la note envolée dix ans plus tôt. Elle lui répond de ne pas mourir s'il veut l'information.
Horvath trouve Balthazar et le combat commence. Ce dernier donne vie à une statue d’un taureau de Wall Street. Il est sur le point de gagner lorsque Dave entre et utilise les bobines Tesla attachées à la voiture pour retirer sa canne à Horvath, le mettant en difficulté, lui et son taureau. Balthazar assomme par magie Horvath et son aigle achève le taureau. Becky perturbe avec succès l'antenne parabolique, malgré son vertige, sabotant ainsi le Grand Lever. Balthazar absorbe l'esprit de Morgane du corps de Veronica, la libérant ainsi de l'emprise de la magicienne. Il ordonne à Dave de le piéger à son tour dans la Gigogne, mais Veronica et lui refusent catégoriquement. Morgane en profite pour quitter le corps de Balthazar et se manifeste enfin sous sa véritable forme. Elle jette différents sorts sur les sorciers, mais Dave les bloque sans l'aide de la Bague, prouvant ainsi qu’il est bien le premier Merlinien. Durant l’affrontement, Morgane fait exploser des boulons à plasma sur Veronica et Balthazar. Dave engage alors le combat avec la sorcière et parvient à rassembler suffisamment d'énergie pour la vaincre définitivement.
Après le combat, Dave réalise soudain que le corps sans vie de Balthazar gît dans les bras de Veronica. Dave refuse cela et utilise sa magie pour lui faire un massage cardiaque puissant. Balthazar se réveille et Veronica et lui s'embrassent, enfin réunis. Becky arrive peu après et elle et Dave s'embrassent également. Elle lui révèle qu'elle veux être sa petite amie. Dave lui demande si elle veut aller à Paris, lorsque l'aigle géant en métal atterrit à côté d'eux. Ils s'envolent alors pour Paris.

### Scène post-générique
Une ombre ressemblant fortement à Horvath apparaît brièvement et récupère son chapeau dans la boutique de Balthazar.

## Fiche technique
Sauf indication contraire, les informations mentionnées dans cette section peuvent être confirmées par la base de données cinématographiques IMDb,  présente dans la section « Liens externes ».
- Titre français : L'Apprenti sorcier
- Titre original : The Sorcerer's Apprentice
- Réalisation : Jon Turteltaub
- Scénario : Doug Miro, Carlo Bernard et Matt Lopez, d'après une histoire de Matt Lopez, Lawrence Konner et Mark Rosenthal, inspiré du poème L'Apprenti sorcier (Der Zauberlehrling) de Johann Wolfgang von Goethe
- Musique : Trevor Rabin
- Direction artistique : David Lazan et David Swayze
- Décors : Naomi Shohan
- Costumes : Michael Kaplan
- Photographie : Bojan Bazelli
- Montage : William Goldenberg
- Production : Jerry Bruckheimer
  - Producteurs délégués : Oren Aviv, Nicolas Cage, Todd Garner, Norman Golightly, Chad Oman, Mike Stenson et Barry H. Waldman
- Sociétés de production : Jerry Bruckheimer Films, Saturn Films
- Distribution : Walt Disney Pictures
- Budget : 150 000 000 $
- Pays de production :  États-Unis
- Format : Couleur - 35 mm
- Genre : fantastique, aventures
- Durée : 109 minutes
- Dates de sortie :
  - États-Unis : 14 juillet 2010
  - Belgique, France et Suisse romande : 11 août 2010

## Distribution

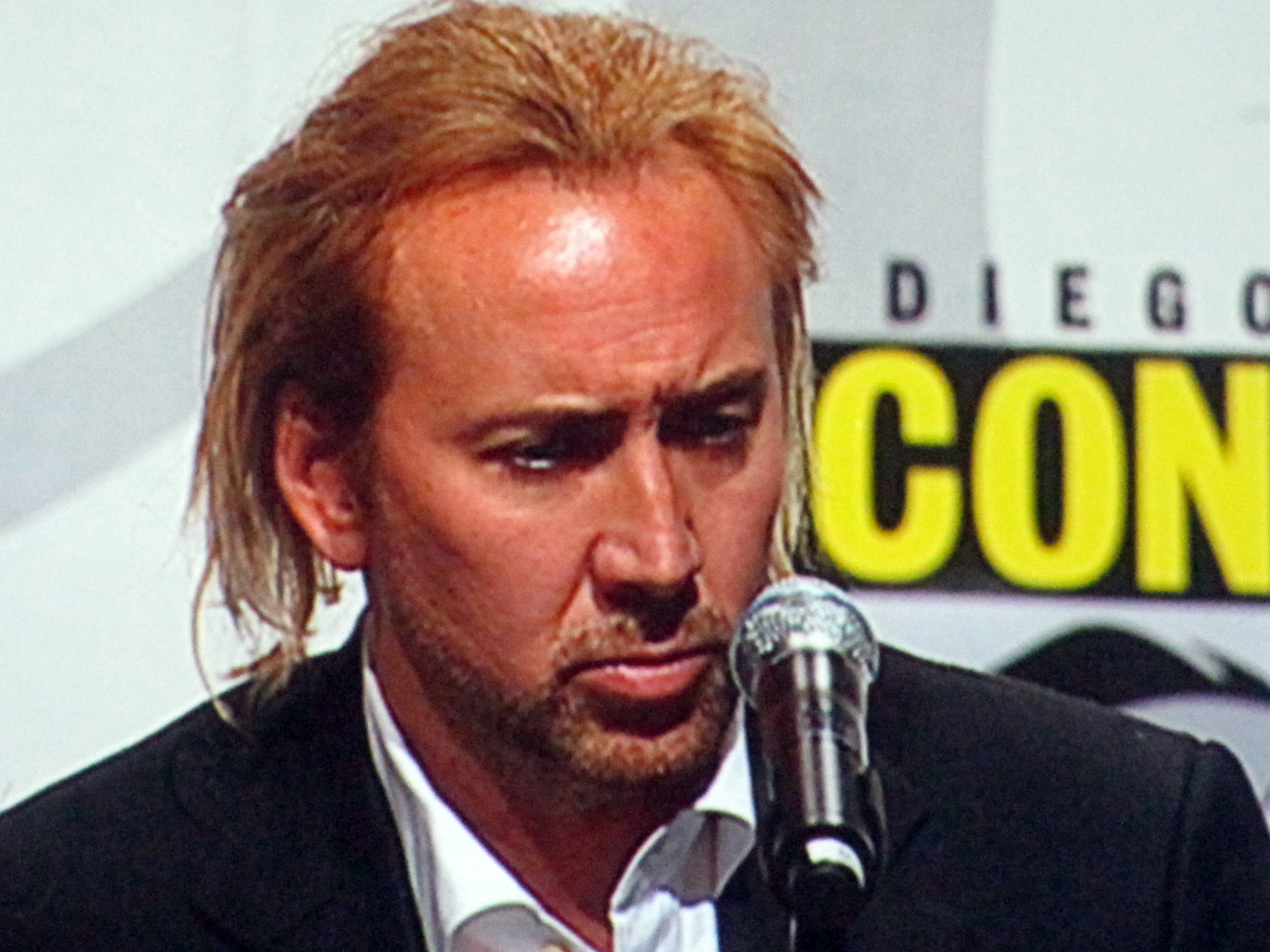
Nicolas Cage, pour la promotion du film au WonderCon 2010.

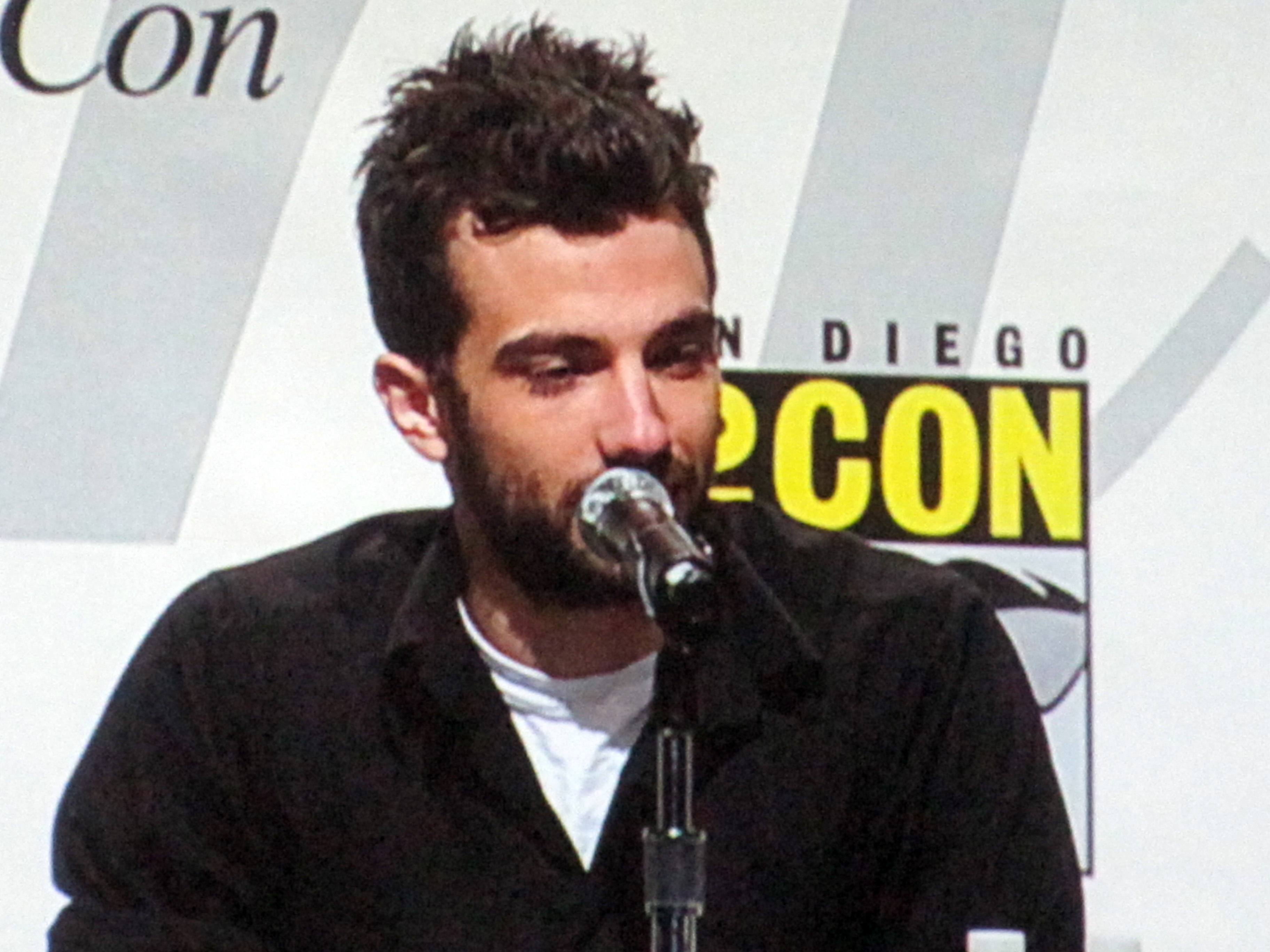
Jay Baruchel, en 2010.

- Nicolas Cage (VF : Dominique Collignon-Maurin ; VQ : Benoît Rousseau) : Balthazar Blake
- Jay Baruchel (VF : Donald Reignoux ; VQ : Hugolin Chevrette-Landesque) : Dave Stutler
- Alfred Molina (VF : Gabriel Le Doze ; VQ : Manuel Tadros) : Maxim Horvath
- Alice Krige (VF: Véronique Alycia ; VQ : Élise Bertrand) : Morgane
- Teresa Palmer (VF : Marie-Eugénie Maréchal ; VQ : Ariane-Li Simard-Côté) : Becky Barnes
- Toby Kebbell (VF : Paolo Domingo ; VQ : Jean-François Beaupré) : Drake Stone
- Monica Bellucci (VF : elle-même ; VQ : Nathalie Coupal) : Veronica Gorloisen
- Gregory Woo  : Sun Lok
- Omar Benson Miller (VF : Jean-Baptiste Anoumon) : Bennet
- Nicole Ehinger (VF : Corinne Martin ; VQ : Juliette Mondoux) : Abigail Williams
- Peyton Roi List (VF : Clara Quilichini) : Becky Barnes, enfant
- Jake Cherry (VF : Tom Trouffier ; VQ : Damien Muller) : Dave Stutler, enfant
- Robert Capron (VQ : Alexandre Cabana) : Oscar
- Jen Kucsak : Broom
- James A. Stephens (VF : Jean-Claude Sachot ; VQ : Vincent Davy) : Merlin
- Adriane Lenox (VF : Marion Game ; VQ : Hélène Mondoux) : Mlle Janet Algar
- Ian McShane (VF : Lionel Tua ; VQ : Daniel Picard) : le narrateur

## Production
Nicolas Cage est l'instigateur du projet, voulant depuis plusieurs années incarner un personnage avec des pouvoirs magiques. Sur une suggestion de son ami producteur Todd Garner, il décide faire une version longue du court métrage L'Apprenti sorcier de Disney, lui-même inspiré du poème L'Apprenti sorcier de Johann Wolfgang von Goethe,. En février 2007, le film est annoncé par Walt Disney Pictures,.
Le tournage a lieu à New York, principalement à Manhattan (Washington Square Park, Times Square, Bryant Park, White St. & Broadway), Brooklyn (8th Ave. & 6th St., Steiner Studios). Quelques scènes sont tournées dans le New Jersey, à Jersey City. Le 4 mai 2009, un accident de voiture est intervenu sur le tournage, provoquant deux blessés.
Le véhicule conduit par Balthazar Blake dans le film est une Rolls-Royce Phantom II Fixed H de 1935 appartenant à Nicolas Cage.

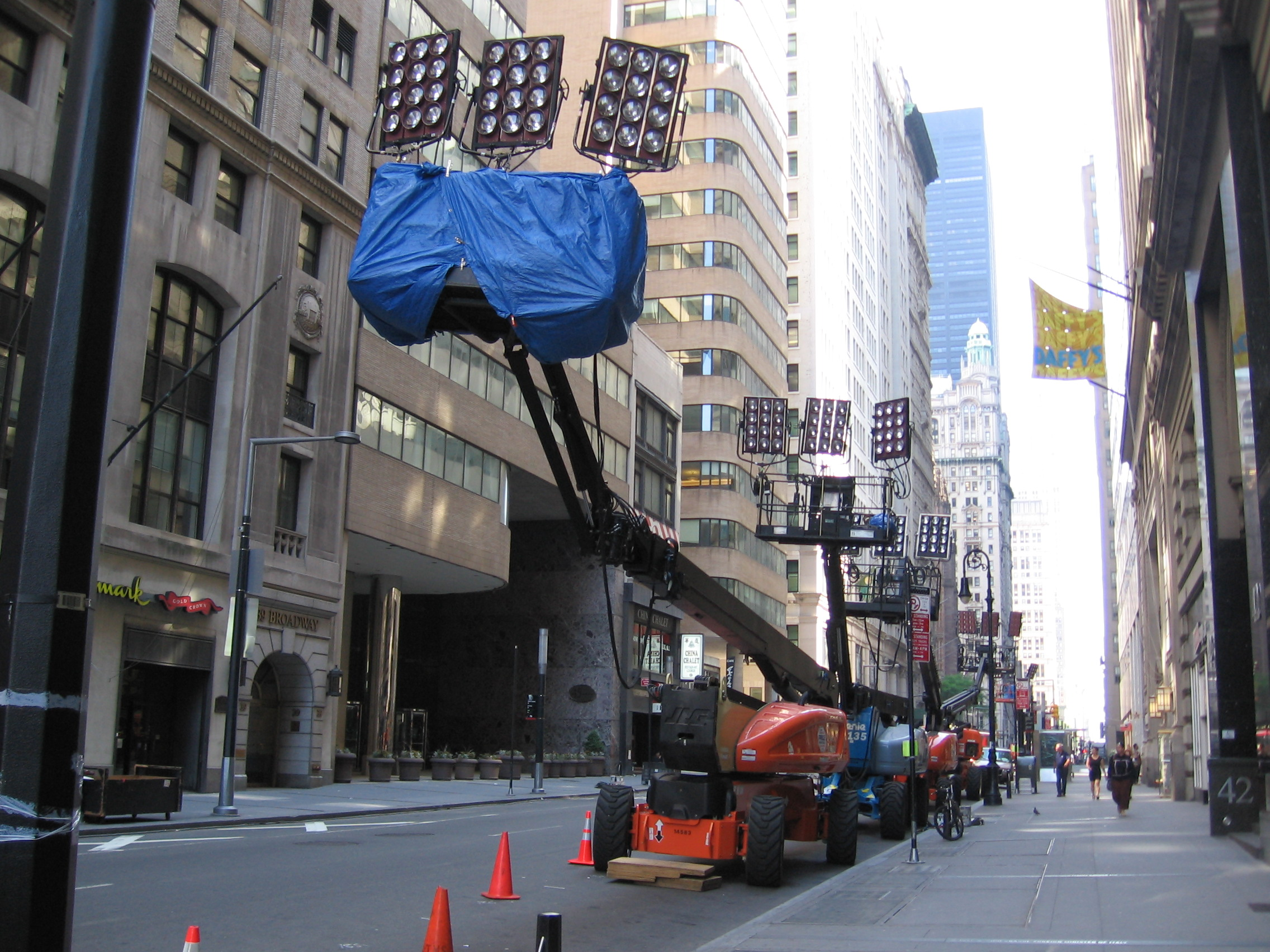
Tournage du film à Broadway
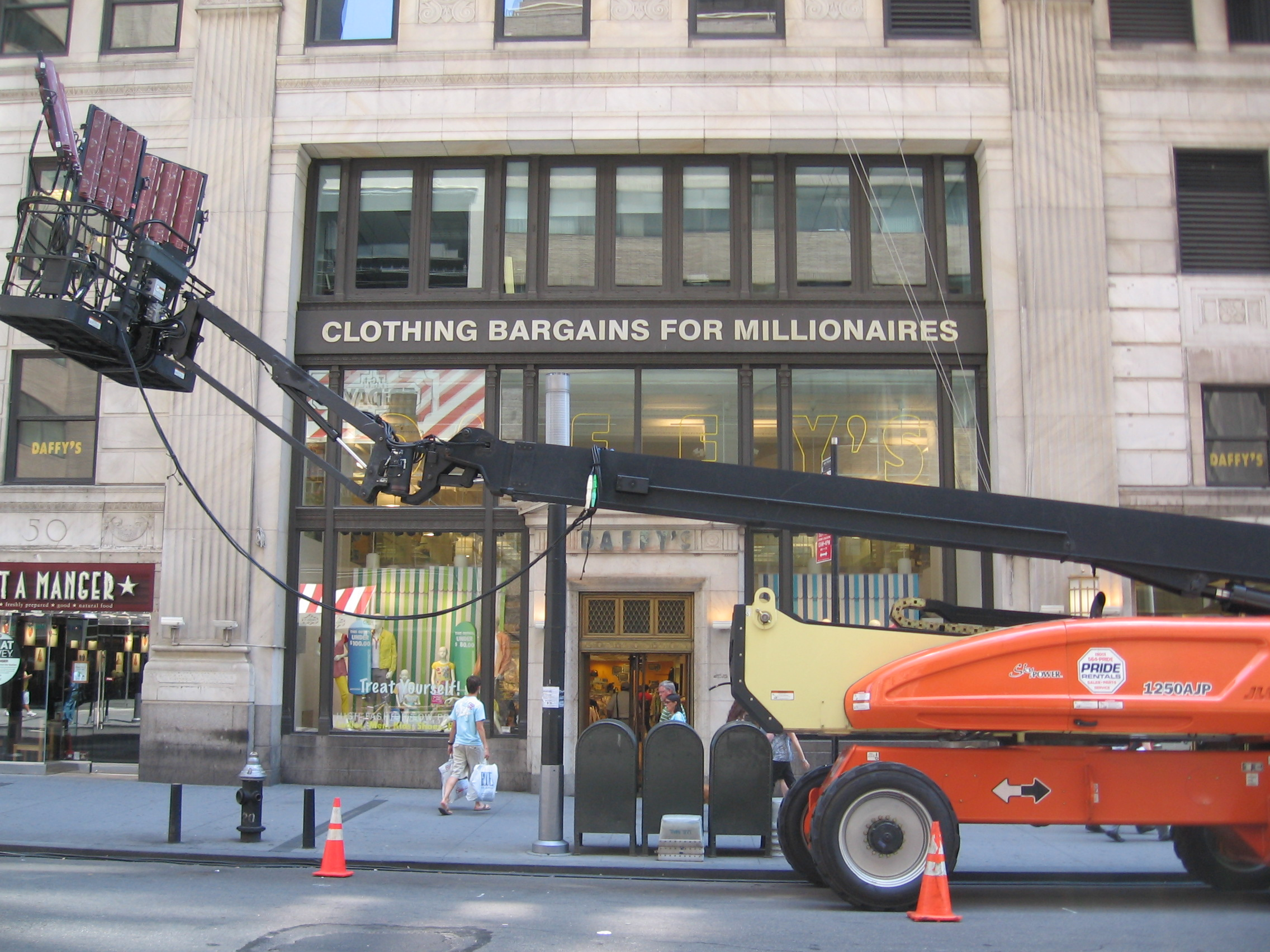
Tournage du film à Broadway
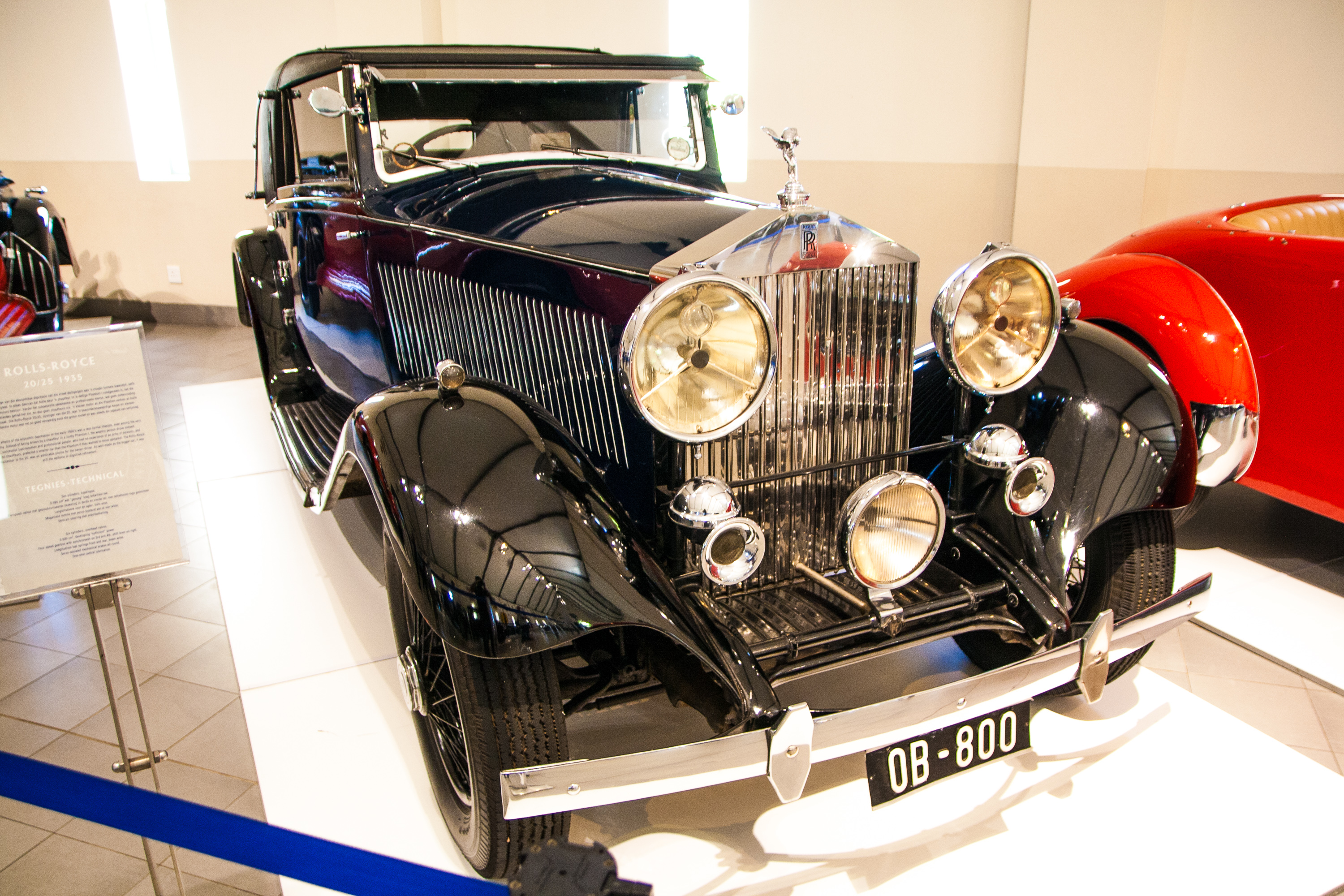
Une Rolls-Royce Phantom II de 1935 assez similaire à celle du film

## Clins d’œil
- La scène dans laquelle l'apprenti emploie la magie pour faire plus rapidement le ménage et la vaisselle rendent hommage à la séquence L'Apprenti sorcier du film Fantasia (1940) des studios Disney. Cette scène est elle-même tirée du poème de Goethe. Le chapeau bleu de sorcier de Mickey Mouse est visible dans une scène post-générique[2]. Cette scène rappelle également celle où Merlin dans Merlin l'enchanteur utilise la magie pour aider Arthur à faire le ménage et la vaisselle avec la musique Higitus Figitus.
- À plusieurs reprises, on peut apercevoir dans le bureau de Drake une affiche du jeu de cartes Magic: The Gathering, représentant Drake lui-même prenant des poses à la manière des Arpenteurs[4].
- Une scène fait référence à Star Wars : quand Horvath se rend dans le lycée du jeune héros pour y soutirer des informations, il manipule le secrétaire de l'accueil de la même façon qu'Obi-Wan Kenobi dans l'épisode IV, lorsque celui-ci persuade mentalement un stormtrooper que les deux droïdes qu'il transporte ne sont pas ceux que les soldats recherchent. Drake fait directement allusion à cette scène, en se moquant d'Horvath, qui n'apprécie guère la plaisanterie.
- Dave demande en voyant le style de Drake s'il fait partie de Depeche Mode. En effet, Drake arbore un look similaire à celui du chanteur du groupe Martin L. Gore à ses débuts[4].
- Grâce à sa bobine Tesla, Dave joue la chanson Secrets de OneRepublic[4].